# Голубєв Степан Тимофійович
Степан Тимофійович Голубєв (рос. Степан Тимофеевич Голубев, Стефан Тимофеевич Голубев, 6 листопада 1848, с. Ардатовка, Російська імперія — 22 листопада 1920) — російський церковний історик, професор Київської духовної академії та Київського університету. Батько монархічного діяча Володимира Голубєва і архієпископа Гермогена (Олексія Голубєва).

## Життєпис
Народився в селі Ардатовка Нижньоломовського повіту Пензенської губернії (Туймазинський район Башкортостану РФ). Його батьком був протоієрей Тимофій Голубєв.
У 1858—1894 рр. він навчався в Нижьоломовському духовному училищі.
У 1864—1870 р. — в Пензенській духовній семінарії.
У 1870—1874 рр. освіту здобув у Київській духовній академії.
Друкувати свої твори почав з 1872 р., опублікував свою роботу «Опис і тлумачення дворянських гербів південноросійських прізвищ в творах духовних письменників XVII ст.» в працях Київської духовної академії (рос. Описание и истолкование дворянских гербов южнорусских фамилий в произведениях духовных писателей XVII в., Труды КДА), і отримав за неї Євгенієво-Румянцевську премію. 24 травня 1874 р. він був затверджений у ступені кандидата богослов'я з правом отримання магістерського ступеня без нового усного випробування за успіхи в навчанні та за працю «Петро Могила і Ісайя Копинський: Вступ Петра Могили на Київську митрополію та його відношення до Ісаї Копинського» (рос. Пётр Могила и Исайя Копинский: Вступление Петра Могилы на Киевскую митрополию и его отношения к Исайи Копинскому).
27 вересня 1874 р. став приват-доцентом на кафедрі російської церковної історії Київської духовної академії.
15 вересня 1883 р. отримав ступінь магістра богослов'я за працю: «Київський митрополит Петро Могила і його сподвижники» (рос. Киевский митрополит Петр Могила и его сподвижники, К., 1883 р.). Ця робота була високо оцінена, і за неї він отримав половинну Уваровської і Макарівської премії Священного Синоду РПЦ МП.
З 15 лютого 1884 р. перебував штатним доцентом на кафедрі історії та викриття російського розколу.
5 березня 1885 р. його було обрано приват-доцентом Київського університету Святого Володимира на кафедру церковної історії.
У 1887 р. одружився з дочкою професора П. Терновського Олені Пилипівні Терновській.
З 1891 р. був виконуючим обов'язки екстраординарного професора Київського університету і був затверджений на цій посаді 8 жовтня 1899 р..
У 1898 році вийшов його другий том праці «Київський митрополит Петро Могила і його сподвижники», тоді ж удостоєний Уваровської і Макарівської премій.
17 березня 1899 р. удостоєний ступеня доктора церковної історії за клопотанням Ради Казанської духовної академії. Від 1899 р. був ординарним професором Київської духовної академії, з 1900 року — заслуженим ординарним професором, від того ж року також ординарним професором Київського університету. Публікував багато робіт з історії малоросійської і західноросійської церкви, рецензії на праці інших досліджень у різних наукових виданнях.
У 1906 р. брав участь в засіданнях «Передсоборної присутності», де виступав за відновлення патріаршества.
29 грудня 1908 р. був обраний членом-кореспондентом Російської академії наук на відділенні російської мови та словесності. З того ж 1908 р. — дійсний статський радник.
Автор досліджень з історії Київської духовної академії, церковного і культурного життя України XVI—XVIII ст..
Професор Голубєв був затятим противником українства. Як розповів у спогадах Олександр Лотоцький, професор Голубєв надіслав до Синоду заяву про «неблагонадійність» Василя Біднова і на доказ цього — написаний Василем Олексійовичем лист українською мовою. Лист не містив нічого «крамольного», «злочином» була його мова .
Після Жовтневого перевороту 1917 р. брав участь в обговоренні проектів з розвитку богословської освіти.
Помер у м. Києві 22 листопада 1920 р. і похований у Києві на верхньому кладовищі Флорівського монастиря на Замковій горі.
Був членом
- Історичного товариства Нестора-літописця,
- Товариства історії і старожитностей російських,
- Київського товариства старожитностей і мистецтв,
- Київського товариства охорони пам'ятників старовини та мистецтва,
- Київської археографічної комісії,
- Київського церковно-історичного та археологічного товариства при Київській духовній академії,
- почесним членом Пензенського історико-статистичного та археологічного комітету

та інших наукових товариств, також був членом Київського клубу російських націоналістів.

## Нагороди
- Орден святої Анни 2-го ступеня,
- Орден святого Володимира 3-го ступеня,
- Орден святого Станіслава 1-го ступеня.

## Праці
- (рос.)Киевский митрополит Петр Могила и его сподвижники. Т.1. Киев, 1883., том 1 — РГБ [Архівовано 4 березня 2016 у Wayback Machine.]
- (рос.)Киевский митрополит Петр Могила и его сподвижники. Т.2. Киев, 1898., том 2 — РГБ [Архівовано 4 березня 2016 у Wayback Machine.] (otr_mogila_v_1/golubev_kievskij_mitropolit_potr_mogila_v_1.pdf T. 2, Національна історична бібліотека України)
- (рос.)История Киевской духовной академии. Вып. 1, Киев, 1886 г. [Архівовано 8 квітня 2016 у Wayback Machine.]
- (рос.)Материалы для истории западно-русской церкви (XVIII стол.), Киев: тип. Г. Т. Корчак-Новицкого, 1895 [Архівовано 4 березня 2016 у Wayback Machine.]
- (рос.)Отзыв о сочинении г. Вишневского: Киевская академия в первой половине XVIII века (рукопись), Киев: тип. И. И. Горбунова, 1900 [Архівовано 4 березня 2016 у Wayback Machine.]
- (рос.)Киевская академия в конце 17 и начале 18 столетий, Киев: тип. И. И. Горбунова, 1901 [Архівовано 8 квітня 2016 у Wayback Machine.]
- (рос.)Отзыв о сочинении В. О. Эйнгорна: Очерки из истории Малороссии в XVII в. — 1. Сношения малороссийского духовенства с московским правительством в царствование Алексея Михайловича: Санкт-Петербург: тип. Имп. Акад. наук, 1902 [Архівовано 4 березня 2016 у Wayback Machine.]
- (рос.)Несколько страниц из новейшей истории Киевской духовной академии: (Ответ проф. Голубева проф. Титову и беседы его с разными лицами по вопросам ученым, учеб. и житейским), Киев: тип. И. И. Горбунова, 1907 [Архівовано 4 березня 2016 у Wayback Machine.]
- (рос.)Отзыв о книге свящ. Н. Шпачинского: «Киевский митрополит Арсений Могилянский и состояние Киевской митрополии в его правление (1757—1770 гг.)» (Киев, 1907 г.), Москва: Имп. О-во истории и древностей рос. при Моск. ун-те, 1909 [Архівовано 4 березня 2016 у Wayback Machine.]
- Голубев С. Т. Историко-топографические изыскания и заметки о древнем Киеве. Статья 1. Существовала-ли в Киеве на старом городе церков св. Никиты, относимая к великокняжеской эпохи? / С. Т. Голубевъ. – Киев : Тип. И. И. Горбунова, 1899. – 26 с. [Архівовано 1 жовтня 2020 у Wayback Machine.]
- Голубев С. Т. Спорные вопросы о древней топографии Киева / С. Т. Голубев. – Киев : Тип. Акц. об-ва ”Петр Барский в Киеве”, 1910. – 32 с. [Архівовано 22 вересня 2020 у Wayback Machine.]
- Голубев С. Т. О древнейшем плане города Киева 1638 года / С. Т. Голубев. — Киев : Тип. Император. ун-та св. Владимира, 1898. – 79 с., 4 л. ил. [Архівовано 20 вересня 2020 у Wayback Machine.]
- Голубев С. Т. Старый корпус Киевской академии (Мазепин) и его ”репарация” при архиепископе Рафаиле Заборовском / проф. С. Т. Голубев. — Киев : Тип. Акц. Общ. ”Петр Барский в Киеве”, 1913. – 50 с., 7 л. ил. [Архівовано 18 вересня 2020 у Wayback Machine.]